# Trinity megye (Texas)
Trinity megye az Amerikai Egyesült Államokban, azon belül Texas államban található. Megyeszékhelye Groveton, legnagyobb városa Trinity. Lakosainak száma 13 602 fő (2020. április 1.). Trinity megye Angelina, Polk, San Jacinto, Walker és Houston megyékkel határos.

## Népesség
A megye népességének változása:
| Lakosok száma | 14 611 | 14 568 | 14 258 | 14 393 | 14 402 | 13 602 |
|               | 2010   | 2011   | 2012   | 2013   | 2015   | 2020   |